# 200
200（二百）是199與201之間的自然數。

## 数学性质
- 偶數

- 合數，正因數有1、2、4、5、8、10、20、25、40、50、100和200。
質因數分解為{\displaystyle 2^{3}\times 5^{2}}。
- 第46個過剩數，真因數和為265，盈度為65。前一個為198、下一個為204。
  - 第47個半完全數，和為本身的其中一組因數為1、 2、 4、 5、 8、 10、 20、 50、 100。前一個為198、下一個為204。
- 第59個十进制的哈沙德數。前一個為198、下一個為201。
- 十进制的奢侈數。
- 能被兩種方法表示成平方和：{\displaystyle 200=2^{2}+14^{2}}和{\displaystyle 200=10^{2}+10^{2}}

## 在化学上
- 汞的原子量为200

## 其他領域
- 亞歷山大ALX200，是一種由英國亞歷山大車身廠生產的單層巴士車身
- Enviro 200單層巴士（主要在英國本土使用，亦有部分車輛出口往香港等地）

## 201至299的數字
201
- 合数，正因數有1、3、67和201。
質因數分解，{\displaystyle 3\times 67}。
- 亏数，真因數和為71，虧度為130
- 不尋常數，大於平方根的質因數為67。
- 半素数。
- 无平方数因数的数。
- 十进制的等數位數。

202
- 合数，正因數有1、2、101和202。
質因數分解，{\displaystyle 2\times 101}。
- 亏数，真因數和為104，虧度為98
- 不尋常數，大於平方根的質因數為101。
- 半素数。
- 无平方数因数的数。
- 十进制的奢侈數。

203
- 合数，正因數有1、7、29和203。
質因數分解，{\displaystyle 7\times 29}。
- 亏数，真因數和為37，虧度為166
- 不尋常數，大於平方根的質因數為29。
- 半素数。
- 无平方数因数的数。
- 十进制的等數位數。

204
- 合数，正因數有1、2、3、4、6、12、17、34、51、68、102和204。
質因數分解，{\displaystyle 2^{2}\times 3\times 17}。
- 过剩数，真因數和為300，盈度為96
  - 半完全数，和為本身的其中一組因數為2、 3、 12、 34、 51、 102。
- 不尋常數，大於平方根的質因數為17。
- 十进制的奢侈數。

205
- 合数，正因數有1、5、41和205。
質因數分解，{\displaystyle 5\times 41}。
- 亏数，真因數和為47，虧度為158
- 不尋常數，大於平方根的質因數為41。
- 半素数。
- 无平方数因数的数。
- 十进制的等數位數。

206
- 合数，正因數有1、2、103和206。
質因數分解，{\displaystyle 2\times 103}。
- 亏数，真因數和為106，虧度為100
- 不尋常數，大於平方根的質因數為103。
- 半素数。
- 无平方数因数的数。
- 十进制的奢侈數。

207
- 合数，正因數有1、3、9、23、69和207。
質因數分解，{\displaystyle 3^{2}\times 23}。
- 亏数，真因數和為105，虧度為102
- 不尋常數，大於平方根的質因數為23。
- 十进制的奢侈數。

208
- 合数，正因數有1、2、4、8、13、16、26、52、104和208。
質因數分解，{\displaystyle 2^{4}\times 13}。
- 过剩数，真因數和為226，盈度為18
  - 半完全数，和為本身的其中一組因數為1、 4、 8、 13、 26、 52、 104。
- 十进制的奢侈數。

209
- 合数，正因數有1、11、19和209。
質因數分解，{\displaystyle 11\times 19}。
- 亏数，真因數和為31，虧度為178
- 不尋常數，大於平方根的質因數為19。
- 半素数。
- 无平方数因数的数。
- 十进制的奢侈數。

210
- 合数，正因數有1、2、3、5、6、7、10、14、15、21、30、35、42、70、105和210。
質因數分解，{\displaystyle 2\times 3\times 5\times 7}。
- 过剩数，真因數和為366，盈度為156
  - 半完全数，和為本身的其中一組因數為1、 2、 3、 5、 6、 7、 10、 14、 15、 35、 42、 70。
- 无平方数因数的数。
- 普洛尼克数，為14與15的乘積。
- 十进制的奢侈數。

211
- 第47個質數。

212
- 合数，正因數有1、2、4、53、106和212。
質因數分解，{\displaystyle 2^{2}\times 53}。
- 亏数，真因數和為166，虧度為46
- 不尋常數，大於平方根的質因數為53。
- 十进制的奢侈數。

213
- 合数，正因數有1、3、71和213。
質因數分解，{\displaystyle 3\times 71}。
- 亏数，真因數和為75，虧度為138
- 不尋常數，大於平方根的質因數為71。
- 半素数。
- 无平方数因数的数。
- 十进制的等數位數。

214
- 合数，正因數有1、2、107和214。
質因數分解，{\displaystyle 2\times 107}。
- 亏数，真因數和為110，虧度為104
- 不尋常數，大於平方根的質因數為107。
- 半素数。
- 无平方数因数的数。
- 十进制的奢侈數。

215
- 合数，正因數有1、5、43和215。
質因數分解，{\displaystyle 5\times 43}。
- 亏数，真因數和為49，虧度為166
- 不尋常數，大於平方根的質因數為43。
- 半素数。
- 无平方数因数的数。
- 十进制的等數位數。

216
- 合数，正因數有1、2、3、4、6、8、9、12、18、24、27、36、54、72、108和216。
質因數分解，{\displaystyle 2^{3}\times 3^{3}}。
- 过剩数，真因數和為384，盈度為168
  - 半完全数，和為本身的其中一組因數為1、 2、 3、 4、 8、 9、 12、 18、 24、 27、 36、 72。
- 十进制的奢侈數。

217
- 合数，正因數有1、7、31和217。
質因數分解，{\displaystyle 7\times 31}。
- 亏数，真因數和為39，虧度為178
- 不尋常數，大於平方根的質因數為31。
- 半素数。
- 无平方数因数的数。
- 十进制的等數位數。

218
- 合数，正因數有1、2、109和218。
質因數分解，{\displaystyle 2\times 109}。
- 亏数，真因數和為112，虧度為106
- 不尋常數，大於平方根的質因數為109。
- 半素数。
- 无平方数因数的数。
- 十进制的奢侈數。

219
- 合数，正因數有1、3、73和219。
質因數分解，{\displaystyle 3\times 73}。
- 亏数，真因數和為77，虧度為142
- 不尋常數，大於平方根的質因數為73。
- 半素数。
- 无平方数因数的数。
- 十进制的等數位數。

220
- 合数，正因數有1、2、4、5、10、11、20、22、44、55、110和220。
質因數分解，{\displaystyle 2^{2}\times 5\times 11}。
- 过剩数，真因數和為284，盈度為64
  - 半完全数，和為本身的其中一組因數為1、 2、 4、 5、 10、 11、 22、 55、 110。
- 十进制的奢侈數。

221
- 合数，正因數有1、13、17和221。
質因數分解，{\displaystyle 13\times 17}。
- 亏数，真因數和為31，虧度為190
- 不尋常數，大於平方根的質因數為17。
- 半素数。
- 无平方数因数的数。
- 十进制的奢侈數。

222
- 合数，正因數有1、2、3、6、37、74、111和222。
質因數分解，{\displaystyle 2\times 3\times 37}。
- 过剩数，真因數和為234，盈度為12
  - 半完全数，和為本身的其中一組因數為37、 74、 111。
- 不尋常數，大於平方根的質因數為37。
- 佩服數，佩服因數為6。
- 无平方数因数的数。
  - 楔形数。
- 十进制的奢侈數。

223
- 第48個質數。

224
- 合数，正因數有1、2、4、7、8、14、16、28、32、56、112和224。
質因數分解，{\displaystyle 2^{5}\times 7}。
- 过剩数，真因數和為280，盈度為56
  - 半完全数，和為本身的其中一組因數為1、 2、 4、 7、 8、 14、 16、 28、 32、 112。
- 佩服數，佩服因數為28。
- 十进制的等數位數。

225
- 合数，正因數有1、3、5、9、15、25、45、75和225。
質因數分解，{\displaystyle 3^{2}\times 5^{2}}。
- 亏数，真因數和為178，虧度為47
- 平方数，為15的平方。
- 十进制的奢侈數。

226
- 合数，正因數有1、2、113和226。
質因數分解，{\displaystyle 2\times 113}。
- 亏数，真因數和為116，虧度為110
- 不尋常數，大於平方根的質因數為113。
- 半素数。
- 无平方数因数的数。
- 十进制的奢侈數。

227
- 第49個質數。
  - 孪生素数，為（227、 229）

228
- 合数，正因數有1、2、3、4、6、12、19、38、57、76、114和228。
質因數分解，{\displaystyle 2^{2}\times 3\times 19}。
- 过剩数，真因數和為332，盈度為104
  - 半完全数，和為本身的其中一組因數為1、 2、 4、 12、 38、 57、 114。
- 不尋常數，大於平方根的質因數為19。
- 十进制的奢侈數。

229
- 第50個質數。
  - 孪生素数，為（227、 229）

230
- 合数，正因數有1、2、5、10、23、46、115和230。
質因數分解，{\displaystyle 2\times 5\times 23}。
- 亏数，真因數和為202，虧度為28
- 不尋常數，大於平方根的質因數為23。
- 无平方数因数的数。
  - 楔形数。
- 十进制的奢侈數。

231
- 合数，正因數有1、3、7、11、21、33、77和231。
質因數分解，{\displaystyle 3\times 7\times 11}。
- 亏数，真因數和為153，虧度為78
- 无平方数因数的数。
  - 楔形数。
- 十进制的奢侈數。

232
- 合数，正因數有1、2、4、8、29、58、116和232。
質因數分解，{\displaystyle 2^{3}\times 29}。
- 亏数，真因數和為218，虧度為14
- 不尋常數，大於平方根的質因數為29。
- 十进制的奢侈數。

233
- 第51個質數。

234
- 合数，正因數有1、2、3、6、9、13、18、26、39、78、117和234。
質因數分解，{\displaystyle 2\times 3^{2}\times 13}。
- 过剩数，真因數和為312，盈度為78
  - 半完全数，和為本身的其中一組因數為1、 2、 3、 6、 9、 13、 18、 26、 39、 117。
- 佩服數，佩服因數為39。
- 十进制的奢侈數。

235
- 合数，正因數有1、5、47和235。
質因數分解，{\displaystyle 5\times 47}。
- 亏数，真因數和為53，虧度為182
- 不尋常數，大於平方根的質因數為47。
- 半素数。
- 无平方数因数的数。
- 十进制的等數位數。

236
- 合数，正因數有1、2、4、59、118和236。
質因數分解，{\displaystyle 2^{2}\times 59}。
- 亏数，真因數和為184，虧度為52
- 不尋常數，大於平方根的質因數為59。
- 十进制的奢侈數。

237
- 合数，正因數有1、3、79和237。
質因數分解，{\displaystyle 3\times 79}。
- 亏数，真因數和為83，虧度為154
- 不尋常數，大於平方根的質因數為79。
- 半素数。
- 无平方数因数的数。
- 十进制的等數位數。

238
- 合数，正因數有1、2、7、14、17、34、119和238。
質因數分解，{\displaystyle 2\times 7\times 17}。
- 亏数，真因數和為194，虧度為44
- 不尋常數，大於平方根的質因數為17。
- 无平方数因数的数。
  - 楔形数。
- 十进制的奢侈數。

239
- 第52個質數。
  - 孪生素数，為（239、 241）

240
- 合数，正因數有1、2、3、4、5、6、8、10、12、15、16、20、24、30、40、48、60、80、120和240。
質因數分解，{\displaystyle 2^{4}\times 3\times 5}。
- 过剩数，真因數和為504，盈度為264
- 普洛尼克数，為15與16的乘積。
- 十进制的奢侈數。

241
- 第53個質數。
  - 孪生素数，為（239、 241）

242
- 合数，正因數有1、2、11、22、121和242。
質因數分解，{\displaystyle 2\times 11^{2}}。
- 亏数，真因數和為157，虧度為85
- 十进制的奢侈數。

243
- 合数，正因數有1、3、9、27、81和243。
質因數分解，{\displaystyle 3^{5}}。
- 亏数，真因數和為121，虧度為122
- 十进制的節儉數。

244
- 合数，正因數有1、2、4、61、122和244。
質因數分解，{\displaystyle 2^{2}\times 61}。
- 亏数，真因數和為190，虧度為54
- 不尋常數，大於平方根的質因數為61。
- 十进制的奢侈數。

245
- 合数，正因數有1、5、7、35、49和245。
質因數分解，{\displaystyle 5\times 7^{2}}。
- 亏数，真因數和為97，虧度為148
- 十进制的等數位數。

246
- 合数，正因數有1、2、3、6、41、82、123和246。
質因數分解，{\displaystyle 2\times 3\times 41}。
- 过剩数，真因數和為258，盈度為12
  - 半完全数，和為本身的其中一組因數為41、 82、 123。
- 不尋常數，大於平方根的質因數為41。
- 佩服數，佩服因數為6。
- 无平方数因数的数。
  - 楔形数。
- 十进制的奢侈數。

247
- 合数，正因數有1、13、19和247。
質因數分解，{\displaystyle 13\times 19}。
- 亏数，真因數和為33，虧度為214
- 不尋常數，大於平方根的質因數為19。
- 半素数。
- 无平方数因数的数。
- 十进制的奢侈數。

248
- 合数，正因數有1、2、4、8、31、62、124和248。
質因數分解，{\displaystyle 2^{3}\times 31}。
- 亏数，真因數和為232，虧度為16
- 不尋常數，大於平方根的質因數為31。
- 十进制的奢侈數。

249
- 合数，正因數有1、3、83和249。
質因數分解，{\displaystyle 3\times 83}。
- 亏数，真因數和為87，虧度為162
- 不尋常數，大於平方根的質因數為83。
- 半素数。
- 无平方数因数的数。
- 十进制的等數位數。

250
- 合数，正因數有1、2、5、10、25、50、125和250。
質因數分解，{\displaystyle 2\times 5^{3}}。
- 亏数，真因數和為218，虧度為32
- 十进制的等數位數。

251
- 第54個質數。

252
- 合数，正因數有1、2、3、4、6、7、9、12、14、18、21、28、36、42、63、84、126和252。
質因數分解，{\displaystyle 2^{2}\times 3^{2}\times 7}。
- 过剩数，真因數和為476，盈度為224
- 十进制的奢侈數。

253
- 合数，正因數有1、11、23和253。
質因數分解，{\displaystyle 11\times 23}。
- 亏数，真因數和為35，虧度為218
- 不尋常數，大於平方根的質因數為23。
- 半素数。
- 无平方数因数的数。
- 十进制的奢侈數。

254
- 合数，正因數有1、2、127和254。
質因數分解，{\displaystyle 2\times 127}。
- 亏数，真因數和為130，虧度為124
- 不尋常數，大於平方根的質因數為127。
- 半素数。
- 无平方数因数的数。
- 十进制的奢侈數。

255
- 合数，正因數有1、3、5、15、17、51、85和255。
質因數分解，{\displaystyle 3\times 5\times 17}。
- 亏数，真因數和為177，虧度為78
- 不尋常數，大於平方根的質因數為17。
- 无平方数因数的数。
  - 楔形数。
- 十进制的奢侈數。

256
- 合数，正因數有1、2、4、8、16、32、64、128和256。
質因數分解，{\displaystyle 2^{8}}。
- 亏数，真因數和為255，虧度為1
- 平方数，為16的平方。
- 十进制的節儉數。

257
- 第55個質數。

258
- 合数，正因數有1、2、3、6、43、86、129和258。
質因數分解，{\displaystyle 2\times 3\times 43}。
- 过剩数，真因數和為270，盈度為12
  - 半完全数，和為本身的其中一組因數為43、 86、 129。
- 不尋常數，大於平方根的質因數為43。
- 佩服數，佩服因數為6。
- 无平方数因数的数。
  - 楔形数。
- 十进制的奢侈數。

259
- 合数，正因數有1、7、37和259。
質因數分解，{\displaystyle 7\times 37}。
- 亏数，真因數和為45，虧度為214
- 不尋常數，大於平方根的質因數為37。
- 半素数。
- 无平方数因数的数。
- 十进制的等數位數。

260
- 合数，正因數有1、2、4、5、10、13、20、26、52、65、130和260。
質因數分解，{\displaystyle 2^{2}\times 5\times 13}。
- 过剩数，真因數和為328，盈度為68
  - 半完全数，和為本身的其中一組因數為4、 5、 10、 13、 20、 26、 52、 130。
- 十进制的奢侈數。

261
- 合数，正因數有1、3、9、29、87和261。
質因數分解，{\displaystyle 3^{2}\times 29}。
- 亏数，真因數和為129，虧度為132
- 不尋常數，大於平方根的質因數為29。
- 十进制的奢侈數。

262
- 合数，正因數有1、2、131和262。
質因數分解，{\displaystyle 2\times 131}。
- 亏数，真因數和為134，虧度為128
- 不尋常數，大於平方根的質因數為131。
- 半素数。
- 无平方数因数的数。
- 十进制的奢侈數。

263
- 第56個質數。

264
- 合数，正因數有1、2、3、4、6、8、11、12、22、24、33、44、66、88、132和264。
質因數分解，{\displaystyle 2^{3}\times 3\times 11}。
- 过剩数，真因數和為456，盈度為192
  - 半完全数，和為本身的其中一組因數為1、 2、 4、 6、 8、 11、 12、 22、 44、 66、 88。
- 十进制的奢侈數。

265
- 合数，正因數有1、5、53和265。
質因數分解，{\displaystyle 5\times 53}。
- 亏数，真因數和為59，虧度為206
- 不尋常數，大於平方根的質因數為53。
- 半素数。
- 无平方数因数的数。
- 十进制的等數位數。

266
- 合数，正因數有1、2、7、14、19、38、133和266。
質因數分解，{\displaystyle 2\times 7\times 19}。
- 亏数，真因數和為214，虧度為52
- 不尋常數，大於平方根的質因數為19。
- 无平方数因数的数。
  - 楔形数。
- 十进制的奢侈數。

267
- 合数，正因數有1、3、89和267。
質因數分解，{\displaystyle 3\times 89}。
- 亏数，真因數和為93，虧度為174
- 不尋常數，大於平方根的質因數為89。
- 半素数。
- 无平方数因数的数。
- 十进制的等數位數。

268
- 合数，正因數有1、2、4、67、134和268。
質因數分解，{\displaystyle 2^{2}\times 67}。
- 亏数，真因數和為208，虧度為60
- 不尋常數，大於平方根的質因數為67。
- 十进制的奢侈數。

269
- 第57個質數。
  - 孪生素数，為（269、 271）

270
- 合数，正因數有1、2、3、5、6、9、10、15、18、27、30、45、54、90、135和270。
質因數分解，{\displaystyle 2\times 3^{3}\times 5}。
- 过剩数，真因數和為450，盈度為180
  - 半完全数，和為本身的其中一組因數為1、 2、 3、 5、 6、 9、 10、 15、 18、 27、 30、 54、 90。
- 歐爾調和數，因數调和平均数為6。
- 佩服數，佩服因數為90。
- 十进制的奢侈數。

271
- 第58個質數。
  - 孪生素数，為（269、 271）

272
- 合数，正因數有1、2、4、8、16、17、34、68、136和272。
質因數分解，{\displaystyle 2^{4}\times 17}。
- 过剩数，真因數和為286，盈度為14
  - 半完全数，和為本身的其中一組因數為1、 16、 17、 34、 68、 136。
- 不尋常數，大於平方根的質因數為17。
- 普洛尼克数，為16與17的乘積。
- 十进制的奢侈數。

273
- 合数，正因數有1、3、7、13、21、39、91和273。
質因數分解，{\displaystyle 3\times 7\times 13}。
- 亏数，真因數和為175，虧度為98
- 无平方数因数的数。
  - 楔形数。
- 十进制的奢侈數。

274
- 合数，正因數有1、2、137和274。
質因數分解，{\displaystyle 2\times 137}。
- 亏数，真因數和為140，虧度為134
- 不尋常數，大於平方根的質因數為137。
- 半素数。
- 无平方数因数的数。
- 十进制的奢侈數。

275
- 合数，正因數有1、5、11、25、55和275。
質因數分解，{\displaystyle 5^{2}\times 11}。
- 亏数，真因數和為97，虧度為178
- 十进制的奢侈數。

276
- 合数，正因數有1、2、3、4、6、12、23、46、69、92、138和276。
質因數分解，{\displaystyle 2^{2}\times 3\times 23}。
- 过剩数，真因數和為396，盈度為120
  - 半完全数，和為本身的其中一組因數為2、 3、 6、 12、 46、 69、 138。
- 不尋常數，大於平方根的質因數為23。
- 十进制的奢侈數。

277
- 第59個質數。

278
- 合数，正因數有1、2、139和278。
質因數分解，{\displaystyle 2\times 139}。
- 亏数，真因數和為142，虧度為136
- 不尋常數，大於平方根的質因數為139。
- 半素数。
- 无平方数因数的数。
- 十进制的奢侈數。

279
- 合数，正因數有1、3、9、31、93和279。
質因數分解，{\displaystyle 3^{2}\times 31}。
- 亏数，真因數和為137，虧度為142
- 不尋常數，大於平方根的質因數為31。
- 十进制的奢侈數。

280
- 合数，正因數有1、2、4、5、7、8、10、14、20、28、35、40、56、70、140和280。
質因數分解，{\displaystyle 2^{3}\times 5\times 7}。
- 过剩数，真因數和為440，盈度為160
  - 半完全数，和為本身的其中一組因數為1、 2、 4、 5、 7、 8、 10、 14、 28、 35、 40、 56、 70。
- 十进制的奢侈數。

281
- 第60個質數。
  - 孪生素数，為（281、 283）

282
- 合数，正因數有1、2、3、6、47、94、141和282。
質因數分解，{\displaystyle 2\times 3\times 47}。
- 过剩数，真因數和為294，盈度為12
  - 半完全数，和為本身的其中一組因數為47、 94、 141。
- 不尋常數，大於平方根的質因數為47。
- 佩服數，佩服因數為6。
- 无平方数因数的数。
  - 楔形数。
- 十进制的奢侈數。

283
- 第61個質數。
  - 孪生素数，為（281、 283）

284
- 合数，正因數有1、2、4、71、142和284。
質因數分解，{\displaystyle 2^{2}\times 71}。
- 亏数，真因數和為220，虧度為64
- 不尋常數，大於平方根的質因數為71。
- 十进制的奢侈數。

285
- 合数，正因數有1、3、5、15、19、57、95和285。
質因數分解，{\displaystyle 3\times 5\times 19}。
- 亏数，真因數和為195，虧度為90
- 不尋常數，大於平方根的質因數為19。
- 无平方数因数的数。
  - 楔形数。
- 十进制的奢侈數。

286
- 合数，正因數有1、2、11、13、22、26、143和286。
質因數分解，{\displaystyle 2\times 11\times 13}。
- 亏数，真因數和為218，虧度為68
- 无平方数因数的数。
  - 楔形数。
- 十进制的奢侈數。

287
- 合数，正因數有1、7、41和287。
質因數分解，{\displaystyle 7\times 41}。
- 亏数，真因數和為49，虧度為238
- 不尋常數，大於平方根的質因數為41。
- 半素数。
- 无平方数因数的数。
- 十进制的等數位數。

288
- 合数，正因數有1、2、3、4、6、8、9、12、16、18、24、32、36、48、72、96、144和288。
質因數分解，{\displaystyle 2^{5}\times 3^{2}}。
- 过剩数，真因數和為531，盈度為243
- 十进制的奢侈數。

289
- 合数，正因數有1、17和289。
質因數分解，{\displaystyle 17^{2}}。
- 亏数，真因數和為18，虧度為271
- 半素数。
- 平方数，為17的平方。
- 十进制的等數位數。

290
- 合数，正因數有1、2、5、10、29、58、145和290。
質因數分解，{\displaystyle 2\times 5\times 29}。
- 亏数，真因數和為250，虧度為40
- 不尋常數，大於平方根的質因數為29。
- 无平方数因数的数。
  - 楔形数。
- 十进制的奢侈數。

291
- 合数，正因數有1、3、97和291。
質因數分解，{\displaystyle 3\times 97}。
- 亏数，真因數和為101，虧度為190
- 不尋常數，大於平方根的質因數為97。
- 半素数。
- 无平方数因数的数。
- 十进制的等數位數。

292
- 合数，正因數有1、2、4、73、146和292。
質因數分解，{\displaystyle 2^{2}\times 73}。
- 亏数，真因數和為226，虧度為66
- 不尋常數，大於平方根的質因數為73。
- 十进制的奢侈數。

293
- 第62個質數。

294
- 合数，正因數有1、2、3、6、7、14、21、42、49、98、147和294。
質因數分解，{\displaystyle 2\times 3\times 7^{2}}。
- 过剩数，真因數和為390，盈度為96
  - 半完全数，和為本身的其中一組因數為1、 6、 7、 14、 21、 98、 147。
- 十进制的奢侈數。

295
- 合数，正因數有1、5、59和295。
質因數分解，{\displaystyle 5\times 59}。
- 亏数，真因數和為65，虧度為230
- 不尋常數，大於平方根的質因數為59。
- 半素数。
- 无平方数因数的数。
- 十进制的等數位數。

296
- 合数，正因數有1、2、4、8、37、74、148和296。
質因數分解，{\displaystyle 2^{3}\times 37}。
- 亏数，真因數和為274，虧度為22
- 不尋常數，大於平方根的質因數為37。
- 十进制的奢侈數。

297
- 合数，正因數有1、3、9、11、27、33、99和297。
質因數分解，{\displaystyle 3^{3}\times 11}。
- 亏数，真因數和為183，虧度為114
- 十进制的奢侈數。

298
- 合数，正因數有1、2、149和298。
質因數分解，{\displaystyle 2\times 149}。
- 亏数，真因數和為152，虧度為146
- 不尋常數，大於平方根的質因數為149。
- 半素数。
- 无平方数因数的数。
- 十进制的奢侈數。

299
- 合数，正因數有1、13、23和299。
質因數分解，{\displaystyle 13\times 23}。
- 亏数，真因數和為37，虧度為262
- 不尋常數，大於平方根的質因數為23。
- 半素数。
- 无平方数因数的数。
- 十进制的奢侈數。